# 仲山甫
仲山甫（？—？），西周时期周朝的卿士，古人有时讹为樊穆仲、樊仲山父。

## 生平
诗经《烝民》一章描述了他受周宣王命平定齐国内乱的事。其中由他的事迹而引出的成语有：小心翼翼、明哲保身。周宣王时，鲁武公带着两个儿子朝见天子。周宣王想以公子戏为鲁国储君。仲山甫反对，认为不可以废长立幼。周宣王不听，鲁武公死后，公子戏即位，即鲁懿公。太子括之子伯御，攻杀公子戏，自立为君。周宣王杀伯御。仲山甫推荐公子戏的兄弟公子称为鲁君，即鲁孝公。